# Sport Boys Association (femenino)
El Sport Boys Femenino es la sección deportiva de fútbol femenino del Sport Boys Association, con sede en el Callao, Perú. Su primer equipo participa en la Liga de Ascenso Femenina luego de descender en la Liga Femenina 2022.

## Historia
En Perú, el fútbol femenino organizado por la Federación Peruana de Fútbol tuvo una etapa experimental (1994-1995) y una etapa oficial (desde 1996). Sport Boys estuvo presente en varios Torneos Metropolitanos hasta el año 2005. Fue subcampeón en los torneos de 2002, 2003 y 2004.
El club retomó su actividad en fútbol femenino en 2021 cuando fue creada la Liga Femenina FPF como sucesora del Campeonato Peruano de Fútbol Femenino. Ese mismo año se disputó su primera edición donde Sport Boys fue uno de los participantes.
En la Liga Femenina 2022 el club terminó en último lugar y perdió la categoría. Al año siguiente no se realizó el torneo departamental del Callao por lo que el club sólo tuvo participación en torneos de categorías formativas. 
Empezó a participar en la Liga de Ascenso Femenina desde la  edición 2024 iniciando su participación en la Liga Departamental del Callao. Logró el título departamental luego de vencer en la final a Escuela Deportiva Municipal de Ventanilla y clasificó a la Etapa Interregional donde fue eliminado en la primera ronda por Atlético Trujillo.

## Uniforme
- Uniforme titular: Camiseta rosada, pantalón negro, medias negras.
- Uniforme alternativo: Camiseta blanca, pantalón rosado, medias rosadas.

## Palmarés

### Torneos regionales
| Competición                             | Títulos | Subcampeonatos   |
| --------------------------------------- | ------- | ---------------- |
| Campeonato Metropolitano Femenino (0/3) |         | 2002, 2003, 2004 |
| Liga Departamental del Callao (1/0)     | 2024    |                  |